# Uroš Drezgić
Uroš Drezgić (in serbo Урош Дрезгић?; Šabac, 4 ottobre 2002) è un calciatore serbo, difensore del Rubin.

## Carriera

### Club
Cresciuto nel settore giovanile del Čukarički, ha esordito in prima squadra il 6 giugno 2020, in occasione dell'incontro di Superliga perso 0-1 contro l'Inđija. Ha realizzato la sua prima rete in campionato il 10 ottobre 2022, nella sconfitta per 3-2 sul campo del Partizan.

### Nazionale
Ha rappresentato le nazionali giovanili serbe.

## Statistiche

### Presenze e reti nei club
Statistiche aggiornate al 28 novembre 2022.
| Stagione         | Squadra          | Campionato       | Campionato | Campionato | Coppe nazionali | Coppe nazionali | Coppe nazionali | Coppe continentali | Coppe continentali | Coppe continentali | Altre coppe | Altre coppe | Altre coppe | Totale | Totale |
| Stagione         | Squadra          | Comp             | Pres       | Reti       | Comp            | Pres            | Reti            | Comp               | Pres               | Reti               | Comp        | Pres        | Reti        | Pres   | Reti   |
| ---------------- | ---------------- | ---------------- | ---------- | ---------- | --------------- | --------------- | --------------- | ------------------ | ------------------ | ------------------ | ----------- | ----------- | ----------- | ------ | ------ |
| 2019-2020        | Čukarički        | SL               | 2          | 0          | CS              | -               | -               |                    | -                  | -                  |             | -           | -           | 2      | 0      |
| 2020-2021        | Čukarički        | SL               | 6          | 0          | CS              | 0               | 0               |                    | -                  | -                  |             | -           | -           | 6      | 0      |
| 2021-2022        | Čukarički        | SL               | 12+5       | 0          | CS              | 0               | 0               | UECL               | 3                  | 0                  |             | -           | -           | 20     | 0      |
| 2022-2023        | Čukarički        | SL               | 9          | 2          | CS              | 0               | 0               | UECL               | 3                  | 0                  |             | -           | -           | 12     | 2      |
| Totale Čukarički | Totale Čukarički | Totale Čukarički | 29+5       | 2+0        |                 | 0               | 0               |                    | 6                  | 0                  |             | -           | -           | 40     | 2      |
| Totale carriera  | Totale carriera  | Totale carriera  | 34         | 2          |                 | 0               | 0               |                    | 6                  | 0                  |             | -           | -           | 40     | 2      |